# MIX (만화)
《MIX》(믹스)는 일본 만화 잡지인 겟산에 연재된 아다치 미쓰루의 만화이다. 2012년 6월호부터 연재 중이다. 터치, H2, 크로스 게임에 이은 네 번째 청춘야구만화이다.

## 개요
본 작인 터치의 작품 배경인 메이세이 고교의 약 30년 후의 이야기다.

## 줄거리
우에스기 타츠야의 대활약으로 고시엔 첫 출전에 우승을 거머쥔 메이세이 고교. 하지만 그 이후로는 부진을 면치 못하며 단 한번도 고시엔에 진출하지 못하고 있다.
메이세이 고교의 우승 후 26년이 지나고 메이세이 고교 산하의 메이세이 중학에 입학한 1학년 투수 나츠노 이치반은 자신의 이름대로 "여름의 1번(에이스)"이 되겠다며 야구부에 입부한다. 야구부 에이스 니카이도의 기량이 별것 아니라며 자신만만하던 나츠노지만, 몰래 투구연습을 하던 타치바나 토우마의 엄청난 구위에 경악하며, 그가 왜 에이스가 아닌지 궁금해하는데….
타치바나 일가의 딸 오토미는 자신의 오빠들이 훗날 고시엔에 출전할 때 자신은 응원 연주를 맡겠다며 플루트 연습에 열중한다. 인기 만점의 미소녀 오토미는 나츠노 등 여러 남자들의 대시는 한사코 밀어내는 중이지만, 토우마와의 사이에서 미묘한 애정의 기류가 흐르고 있다.

## TV 애니메이션
2019년 4월 6일부터 9월 28일까지 요미우리 TV, 니혼 TV 계열에서 방영되었다. 2022년 4월부터 2기가 방영될 예정이다.